# Ryjkonos krótkouchy
Ryjkonos krótkouchy, ryjoskoczek krótkouchy (Macroscelides proboscideus) – gatunek ssaka z podrodziny Macroscelidinae w obrębie rodziny ryjkonosowatych (Macroscelididae).

## Taksonomia
Gatunek po raz pierwszy zgodnie z zasadami nazewnictwa binominalnego opisał w 1800 roku brytyjski zoolog i botanik George Shaw, nadając mu nazwę Sorex proboscideus. Miejsce typowe to według oryginalnego opisu Przylądek Dobrej Nadziei (ang. Cape of Good Hope), tj. Roodewal, Oudtshoorn, Prowincja Przylądkowa Zachodnia, Południowa Afryka.
Gatunek monotypowy. Do niedawna M. proboscideus dzielony był na dwa podgatunki, jednak takson flavicaudatus został na podstawie badań filogenetycznych podniesiony do rangi gatunku – M. flavicaudatus.

### Etymologia
- Macroscelides: gr. μακροσκελής makroskelēs ‘długonogi’, od μακρος makros ‘długi’; σκελος skelos ‘noga’; -οιδης -oidēs ‘przypominający’[17].
- proboscideus: łac. proboscis, proboskidis ‘trąba’, od gr. προβοσκις proboskis, προβοσκιδος proboskidos ‘trąba’; -οιδης -oidēs ‘przypominający’[18].

## Zasięg występowania
Ryjkonos krótkouchy występuje w południowej Namibii, zachodniej Południowej Afryce (Prowincja Przylądkowa Północna, Prowincja Przylądkowa Zachodnia i Prowincja Przylądkowa Wschodnia) i skrajnie południowo-zachodniej Botswanie.

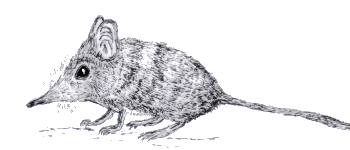
Cienkie tylne kończyny są przystosowane do skakania

## Morfologia
Długość ciała (bez ogona) 104–115 mm, długość ogona 107–134 mm, długość ucha 20–25 mm, długość tylnej stopy 32–36 mm; masa ciała 26–38 g. Ogon długi, cienki, owłosiony, ułatwia balansowanie na drzewie. Ryjkonos ma stosunkowo niewielkie uszy i bardzo długi, elastyczny ryjek oraz cienkie kończyny, przy czym tylne są dłuższe od przednich i przystosowane do skakania.

## Ekologia
Cienki długi ryjek służy mu do wyszukiwania owadów (m.in. termitów). Prócz tego żywi się owocami i bulwami. Wykazuje aktywność przez całą dobę. Młode wykazują samodzielność już od pierwszych chwil życia. Opieka rodzicielska ograniczona do wieczornego karmienia, młode ssą mleko prawdopodobnie tylko kilka dni.

## Status zagrożenia
W Czerwonej księdze gatunków zagrożonych Międzynarodowej Unii Ochrony Przyrody i Jej Zasobów został zaliczony do kategorii LC (ang. least concern ‘najmniejszej troski’).